# Polen op de Olympische Zomerspelen 1968
Polen nam deel aan de Olympische Zomerspelen 1968 in Mexico-Stad, Mexico. Er werden twee gouden medailles minder behaald dan vier jaar eerder. Ook werden er vier zilveren medailles minder gewonnen. Het aantal brons nam met één toe.

## Medailleoverzicht
| Sport         | Olympiër | Onderdeel           | Medaille |
| ------------- | --- | ------------------- | -------- |
| Atletiek      | Irena Szewińska | 200m (v)            | Goud     |
| Boksen        | Jerzy Kulej | -63,5kg (m)         | Goud     |
| Gewichtheffen | Waldemar Baszanowski | -67,5kg (m)         | Goud     |
| Schermen      | Jerzy Pawłowski | sabel (m)           | Goud     |
| Schietsport   | Józef Zapędzki | 25m snelvuurpistool | Goud     |
| Boksen        | Artur Olech | -51kg (m)           | Zilver   |
| Boksen        | Józef Grudzień | -60kg (m)           | Zilver   |
| Atletiek      | Irena Szewińska | 200m (v)            | Brons    |
| Boksen        | Hubert Skrzypczak | -48kg (m)           | Brons    |
| Boksen        | Stanisław Dragan | -81kg (m)           | Brons    |
| Gewichtheffen | Henryk Trębicki | -56kg (m)           | Brons    |
| Gewichtheffen | Marian Zieliński | -67,5kg (m)         | Brons    |
| Gewichtheffen | Norbert Ozimek | -82,5kg (m)         | Brons    |
| Gewichtheffen | Marek Gołąb | -90kg (m)           | Brons    |
| Schermen      | Henryk Nielaba Bohdan Gonsior Michał Butkiewicz Bohdan Andrzejewski Kazimierz Barburski | degen team (m)      | Brons    |
| Schermen      | Zbigniew Skrudlik Witold Woyda Egon Franke Adam Lisewski Ryszard Parulski | floret team (m)     | Brons    |
| Volleybal     | Elżbieta Porzec Zoria Szczęśniewska Wanda Wiecha Barbara Hermela-Niemczyk Krystyna Ostromęcka Krystyna Krupa Jadwiga Książęk Józefa Ledwig Krystyna Jakubowska Lidia Chmielnicka Krystyna Czajkowska Halina Aszkiełowicz | zaal (v)            | Brons    |
| Wielersport   | Janusz Kierzkowski | tijdrit (m)         | Brons    |

## Deelnemers en resultaten

### Atletiek
| Olympiër                                                          | Onderdeel              | Resultaat | Prestatie                                                                                            |
| ----------------------------------------------------------------- | ---------------------- | --------- | --- |
| Marian Dudziak                                                    | 100m (m)               | 18e       | serie 8: 3de in 10,46 kwartfinale 3: 5de in 10,32                                                    |
| Adam Kaczor                                                       | 100m (m)               | DNS       | niet gestart                                                                                         |
| Wiesław Maniak                                                    | 100m (m)               | 33e       | serie 1: 4de in 10,49                                                                                |
| Zenon Nowosz                                                      | 100m (m)               | 40e       | serie 3: 5de in 10,57                                                                                |
| Edward Romanowski                                                 | 200m (m)               | 10e       | serie 3: 3de in 20,95 kwartfinale 3: 3de in 20,85 halve finale 2: 6de in 20,80                       |
| Andrzej Badeński                                                  | 400m (m)               | 7e        | serie 2: 1ste in 45,52 kwartfinale 4: 2de in 45,60 halve finale 1: 3de in 45,50 finale: 7de in 45,42 |
| Jan Balachowski                                                   | 400m (m)               | 20e       | serie 7: 2de in 46,23 kwartfinale 2: 5de in 46,33                                                    |
| Jan Werner                                                        | 400m (m)               | 9e        | serie 6: 1ste in 45,97 kwartfinale 3: 1ste in 45,63 halve finale 2: 5de in 45,75                     |
| Henryk Szordykowski                                               | 800m (m)               | 10e       | serie 4: 2de in 1.47,4 halve finale 1: niet gestart                                                  |
| Jerzy Maluśki                                                     | 1500m (m)              | 33e       | serie 5: 9de in 3.54,83                                                                              |
| Henryk Szordykowski                                               | 1500m (m)              | 7e        | serie 2: 3de in 3.59,34 halve finale 1: 4de in 3.54,24 finale: 7de in 3.46,69                        |
| Roland Brehmer                                                    | 5000m (m)              | DNF       | serie 3: niet gefinisht                                                                              |
| Edward Stawiarz                                                   | 5000m (m)              | 7e        | serie 2: 10de in 15.13,8                                                                             |
| Edward Stawiarz                                                   | 10000m (m)             | DNF       | niet gefinisht                                                                                       |
| Wilhelm Weistand                                                  | 400m horden (m)        | 18e       | serie 3: 5de in 50,7                                                                                 |
| Jan Cych                                                          | 3000m steeplechase (m) | 35e       | serie 2: 11de in 9.50,78                                                                             |
| Wiesław Maniak Edward Romanowski Zenon Nowosz Marian Dudziak      | 4x100m (m)             | 8e        | serie 3: 3de in 40,2 halve finale 1: 4de in 38,9 finale: 8ste in 39,2                                |
| Stanisław Grędziński Jan Balachowski Jan Werner Andrzej Badeński  | 4x400m (m)             | 4e        | serie 2: 1ste in 3.03,02 finale: 4de in 3.00,5                                                       |
| Edward Stawiarz                                                   | marathon (m)           | DNS       | niet gestart                                                                                         |
| Mieczysław Rutyna                                                 | 20km snelwandelen (m)  | 26e       | 1:47.29                                                                                              |
| Mieczysław Rutyna                                                 | 50km snelwandelen (m)  | 22e       | 4:58.03,8                                                                                            |
| Andrzej Stalmach                                                  | verspringen (m)        | 8e        | kwalificatie groep A: 7de met 7,70m finale: 8ste met 7,94m                                           |
| Jan Jaskólski                                                     | hink-stap-springen (m) | 14e       | kwalificatie groep B: 10de met 16,04m                                                                |
| Józef Szmidt                                                      | hink-stap-springen (m) | 7e        | kwalificatie groep A: 4de met 16,19m finale: 7de met 16,89m                                          |
| Władysław Komar                                                   | kogelstoten (m)        | 6e        | kwalificatie groep A: 8ste met 19,09m finale: 6de met 19,28m                                         |
| Lech Gajdziński                                                   | discuswerpen (m)       | 18e       | kwalificatie groep B: 5de met 54,92m                                                                 |
| Edmund Piątkowski                                                 | discuswerpen (m)       | 7e        | kwalificatie groep A: 11de met 58,24m finale: 7de met 59,40m                                         |
| Władysław Nikiciuk                                                | speerwerpen (m)        | 4e        | kwalificatie groep A: 7de met 81,00m finale: 4de met 85,70m                                          |
| Janusz Sidło                                                      | speerwerpen (m)        | 7e        | kwalificatie groep A: 9de met 80,12m finale: 7de met 80,58m                                          |
|                                                                   |                        |           | |
| Irena Szewińska                                                   | 100m (v)               | Brons     | serie 4: 1ste in 11,3 kwartfinale 4: 1ste in 11,1 halve finale 1: 1ste in 11,3 finale: 3de in 11,1   |
| Irena Szewińska                                                   | 200m (v)               | Goud      | serie 5: 1ste in 23,2 halve finale 1: 3de in 23,2 finale: 1ste in 22,5 (WR)                          |
| Danuta Straszyńska                                                | 80m horden (v)         | 6e        | serie 4: 3de in 10,7 halve finale 2: 3de in 10,5 finale: 6de in 10,6                                 |
| Teresa Sukniewicz                                                 | 80m horden (v)         | 13e       | serie 3: 2de in 10,7 halve finale 1: 6de in 10,9                                                     |
| Elżbieta Żebrowska                                                | 80m horden (v)         | 7e        | serie 5: 2de in 10,8 halve finale 2: 4de in 10,6 finale: 7de in 10,7                                 |
| Danuta Straszyńska Mirosława Sarna Urszula Jóźwik Irena Szewińska | 4x100m (v)             | 14e       | serie 2: 7de in 53,0                                                                                 |
| Mirosława Sarna                                                   | verspringen (v)        | 5e        | kwalificatie groep B: 3de met 6,44m finale: 5de met 6,47m                                            |
| Irena Szewińska                                                   | verspringen (v)        | 16e       | kwalificatie groep A: 8ste met 6,19m                                                                 |
| Daniela Jaworska                                                  | speerwerpen (v)        | 5e        | 56,06m                                                                                               |
| Lucyna Krawcewicz                                                 | speerwerpen (v)        | 12e       | 51,54mm                                                                                              |

### Basketbal
| Olympiër | Onderdeel | Resultaat | Prestatie |
| --- | --------- | --------- | --- |
| Edward Jurkiewicz Mieczysław Łopatka Bohdan Likszo Włodzimierz Trams Bolesław Kwiatkowski Grzegorz Korcz Kazimierz Frelkiewicz Andrzej Kasprzak Adam Niemiec Andrzej Pasiorowski Czesław Malec Henryk Cegielski | mannen    | 6e        | groep B: 4de V van Sovjet-Unie: 50-91 W van Zuid-Korea: 77-67 W van Cuba: 78-75 V van Brazilië: 51-88 W van Marokko: 85-48 W van Bulgarije: 69-67 V van Mexico: 63-68 5-8ste plek: W van Italië: 66-52 5-6de plek: V van Mexico: 65-75 |

| Voorronde Groep B |             |             |             |             |        |        |        |        |
| #                 | Land        | Wedstrijden | Wedstrijden | Wedstrijden | Punten | Punten | Punten | Punten |
| #                 | Land        | G           | W           | V           | V      | T      | Saldo  | Punten |
| 1                 | Sovjet-Unie | 7           | 7           | 0           | 642    | 408    | +226   | 14     |
| 2                 | Brazilië    | 7           | 6           | 1           | 561    | 418    | +143   | 13     |
| 3                 | Mexico      | 7           | 5           | 2           | 493    | 443    | +50    | 12     |
| 4                 | Polen       | 7           | 4           | 3           | 473    | 504    | −31    | 11     |
| 5                 | Bulgarije   | 7           | 3           | 4           | 456    | 478    | −22    | 10     |
| 6                 | Cuba        | 7           | 2           | 5           | 514    | 532    | −18    | 9      |
| 7                 | Zuid-Korea  | 7           | 1           | 6           | 453    | 530    | −77    | 8      |
| 8                 | Marokko     | 7           | 0           | 7           | 355    | 634    | −279   | 7      |

| Ronde       | Datum       | Plaats      | Land  | Score      | Land |
| ----------- | ----------- | ----------- | ----- | ---------- | ---- |
| Groepsfase  |             |             |       |            |      |
| 13 oktober  | Mexico-Stad | Sovjet-Unie | 91-50 | Polen      |      |
| 14 oktober  | Mexico-Stad | Polen       | 77-67 | Zuid-Korea |      |
| 15 oktober  | Mexico-Stad | Polen       | 78-75 | Brazilië   |      |
| 16 oktober  | Mexico-Stad | Polen       | 51-88 | Cuba       |      |
| 18 oktober  | Mexico-Stad | Marokko     | 48-85 | Polen      |      |
| 19 oktober  | Mexico-Stad | Bulgarije   | 67-69 | Polen      |      |
| 20 oktober  | Mexico-Stad | Mexico      | 68-63 | Polen      |      |
| 5-8ste plek |             |             |       |            |      |
| 22 oktober  | Mexico-Stad | Italië      | 52-66 | Polen      |      |
| 5-6de plek  |             |             |       |            |      |
| 25 oktober  | Mexico-Stad | Polen       | 65-75 | Mexico     |      |

### Boksen
| Olympiër           | Onderdeel   | Resultaat | Prestatie |
| ------------------ | ----------- | --------- | --- |
| Hubert Skrzypczaki | -48kg (m)   | Brons     | 1ste ronde: W van RAU Soheim: 5-0 2de ronde: W van MAR Aziz: 4-1 kwartfinale: W van AUS Donovan: 3-2 halve finale: V van KOR Jee: 1-4                                                                                |
| Artur Olech        | -51kg (m)   | Zilver    | 1ste ronde: W van PUR Cintrón: gediskwalificeerd 2de ronde: W van ROU Ciuca: 3-2 kwartfinale: W van URS Novikov: scheidsrechterlijke beslissing halve finale: W van UGA Rwabwogo: 4-2 finale: V van MEX Delgado: 0-5 |
| Jan Gałązka        | -54kg (m)   | 9e        | 1ste ronde: vrij 2de ronde: V van MEX Cervantes: 0-5 |
| Jan Wadas          | -57kg (m)   | 17e       | 1ste ronde: V van BUL Mihailov: 1-4 |
| Józef Grudzień     | -60kg (m)   | Zilver    | 1ste ronde: W van RCO Su-Lung: 5-0 2de ronde: W van CUB Caminero: 5-0 3de ronde: W van IRL Quinn: 4-1 kwartfinale: W van ITA Petriglia: 5-0 halve finale: W van YUG Vujin: 5-0 finale: V van USA Harris: 0-5         |
| Jerzy Kulej        | -63,5kg (m) | Goud      | 1ste ronde: vrij 2de ronde: W van HUN Kadji: 3-2 3de ronde: W van ITA Capretti: 4-1 kwartfinale: W van GDR Tiepold: 3-2 halve finale: W van FIN Nilsson: 5-0 finale: W van CUB Regüeiferos: 3-2                      |
| Marian Kasprzyk    | -67kg (m)   | 17e       | 1ste ronde: vrij 2de ronde: V van USA Muñíz: 1-4 |
| Witold Stachurski  | -71kg (m)   | 17e       | 1ste ronde: V van ROU Covaci: 2-3 |
| Wiesław Rudkowski  | -75kg (m)   | 5e        | 1ste ronde: vrij 2de ronde: W van GUY Amos: scheidsrechterlijke beslissing kwartfinale: V van URS Kiselyov: 0-5 |
| Stanisław Dragan   | -81kg (m)   | Brons     | 1ste ronde: vrij 2de ronde: W van PUR Clemente: gediskwalificeerd kwartfinale: W van ITA Facchinetti: 4-1 halve finale: V van ROU Dragan: 1-4                                                                        |
| Lucjan Trela       | +81kg (m)   | 9e        | 1ste ronde: V van USA Foreman: 1-4 |

### Gewichtheffen
| Olympiër             | Onderdeel   | Resultaat | Prestatie                                                                                             |
| -------------------- | ----------- | --------- | --- |
| Henryk Trębicki      | -56kg (m)   | Brons     | duwen: 3de met 115kg trekken: 1ste met 107,5kg stoten: 4de met 135kg totaal: 357,5kg                  |
| Mieczysław Nowak     | -60kg (m)   | 5e        | duwen: 5de met 117,5kg trekken: 6de met 110kg stoten: 4de met 147,5kg totaal: 375kg                   |
| Jan Wojnowski        | -60kg (m)   | 4e        | duwen: 5de met 117,5kg trekken: 3de met 115kg stoten: 2de met 150kg totaal: 382,5kg                   |
| Waldemar Baszanowski | -67,5kg (m) | Goud      | duwen: 1ste met 135kg trekken: 1ste met 135kg (OR) stoten: 1ste met 167,5kg (OR) totaal: 437,5kg (OR) |
| Marian Zieliński     | -67,5kg (m) | Brons     | duwen: 1ste met 135kg trekken: 4de met 125kg stoten: 4de met 160kg totaal: 420kg                      |
| Norbert Ozimek       | -82,5kg (m) | Brons     | duwen: 3de met 150kg trekken: 4de met 140kg stoten: 3de met 182,5kg totaal: 472,5kg                   |
| Marek Gołąb          | -90kg (m)   | Brons     | duwen: 2de met 165kg trekken: 4de met 145kg stoten: 5de met 185kg totaal: 495kg                       |

### Kanovaren
| Olympiër                                                       | Onderdeel     | Resultaat | Prestatie                                                                      |
| -------------------------------------------------------------- | ------------- | --------- | ------------------------------------------------------------------------------ |
| Władysław Szuszkiewicz                                         | K-1 1000m (m) | 4e        | serie 3: 1ste in 4.03,4 halve finale 3: 1ste in 4.05,72 finale: 4de in 4.06,36 |
| Ewald Janusz Ryszard Marchlik Rafał Piszcz Władysław Zieliński | K-4 1000m (m) | 8e        | serie 2: 3de in 3.21,7 halve finale 3: 3de in 3.21,29 finale: 8ste in 3.22,10  |
|                                                                |               |           |                                                                                |
| Stanisława Szydłowska                                          | K-1 500m (v)  | 10e       | serie 1: 5de in 2.12,1 halve finale: 4de in 2.15,32                            |
| Izabella Antonowicz Jadwiga Doering                            | K-2 500m (v)  | 9e        | serie 2: 5de in 2.06,8 halve finale: 1ste in 2.03,48 finale: 9de in 2.04,20    |

### Paardensport
| Olympiër                                       | Onderdeel      | Resultaat      | Prestatie                                                                                                |
| Springconcours                                 | Springconcours | Springconcours | Springconcours                                                                                           |
| ---------------------------------------------- | -------------- | -------------- | --- |
| Marian Kozicki                                 | individueel    | 35e            | 1ste ronde: 35ste met 28 strafpunten                                                                     |
| Antoni Pacyński                                | individueel    | 38e            | 1ste ronde: 38ste met 37,25 strafpunten                                                                  |
| Piotr Wawryniuk                                | individueel    | 39e            | 1ste ronde: 39ste met 52,75 strafpunten                                                                  |
| Marian Kozicki Antoni Pacyński Piotr Wawryniuk | team           | 11e            | 1ste ronde: 12de met 123,50 strafpunten 2de ronde: 10de met 99,75 strafpunten totaal: 223,25 strafpunten |

### Roeien
| Olympiër                       | Onderdeel       | Resultaat | Prestatie |
| ------------------------------ | --------------- | --------- | --- |
| Zdzislaw Bromek                | skiff (m)       | 7e        | serie 1: 5de in 8.06,61 herkansingen: 3de in 7.48,68 halve finale 2: 6de in 8.13,92 finale B: 1ste in 7.38,88 |
| Alfons Ślusarski Jerzy Broniec | dubbel-twee (m) | 8e        | serie 2: 3de in 7.45,51 herkansingen: 3de in 7.35,81 halve finale 1: 6de in 7.40,10 finale B: 2de in 7.22,89  |

### Schermen
| Olympiër                                                                                | Onderdeel       | Resultaat | Prestatie |
| --------------------------------------------------------------------------------------- | --------------- | --------- | --- |
| Bohdan Andrzejewski                                                                     | degen (m)       | 17e       | 1ste ronde groep 5: 3de W van BEL Constandt V van AUT Trost V van SUI Bretholz W van LIB Kallas W van AUS Jennigs 2de ronde groep 4: 4de V van URS Modzalevsky V van HUN Fenyvesi W van AUT Trost V van ROU Haukler W van CUB Oliveros 3de ronde: V van FRG Rompza: 1-2 herkansingen: W van MEX Fernández: 2-0 herkansingen 2: V van FRG Rompza: 0-2 |
| Kazimierz Barburski                                                                     | degen (m)       | DNS       | niet gestart |
| Michał Butkiewicz                                                                       | degen (m)       | DNS       | niet gestart |
| Bogdan Gonsior                                                                          | degen (m)       | 9e        | 1ste ronde groep 6: 2de V van GBR Johnson W van SUI Loetscher W van BEL Bessemans W van ARG Obeid V van AUS Ronald 2de ronde groep 3: 1ste W van AUT Losert W van GDR Dumke W van GBR Halsted W van NOR von Koss W van SUI Loetscher 3de ronde: W van GBR Halsted: 2-0 4de ronde: V van URS Kriss: 1-2 herkansingen: W van GBR Halsted: 2-0 herkansingen 2: W van FRG Zimmerman: 2-0 herkansingen 3: V van FRA Allemand: 0-2                                                                          |
| Henryk Nielaba                                                                          | degen (m)       | 7e        | 1ste ronde groep 7: 3de V van HUN Kulcsár V van GDR Schulze W van POR de Abreu W van ARG Balestrini V van USA Netburn 2de ronde groep 2: 2de V van GDR Schulze W van FRG Rompza W van SUI Steiniger W van VEN Fernández V van SWE Larsson 3de ronde: W van SWE Lindwall: 2-1 4de ronde: W van HUN Nemere: 2-1 5de ronde: V van ITA Saccaro: 0-2 herkansingen: W van URS Nikanchikov: 2-1 herkansingen 2: V van AUT Polzhuber: 1-2                                                                     |
| Henryk Nielaba Bohdan Gonsior Michał Butkiewicz Bohdan Andrzejewski Kazimierz Barburski | degen team (m)  | Brons     | 1ste ronde groep 3: 1ste W van DDR: 9-7 W van Canada: 10-6 W van Argentinië: 16-0 2de ronde: vrij kwartfinale: W van Frankrijk: 9-7 halve finale: V van Hongarije: 5-9 bronzen finale: W van Bondsrepubliek Duitsland: 9-6 |
| Egon Franke                                                                             | floret (m)      | DNS       | niet gestart |
| Adam Lisewski                                                                           | floret (m)      | 17e       | 1ste ronde groep 11: 1ste W van AUT Birnbaum W van JPN Mano V van FRA Noël W van CAN Bakonyi 2de ronde groep 6: 3de V van URS Sveshnikov W van MEX Abaúnza W van AUT Birnbaum W van HUN Kamuti V van CAN Wiedel 3de ronde: W van JPN Okawa: 2-1 4de ronde: V van URS Sveshnikov: 0-2 herkansingen: V van JPN Okawa: 1-2 |
| Ryszard Parulski                                                                        | floret (m)      | 13e       | 1ste ronde groep 5: 1ste W van AUT Trost W van ITA La Ragione W van VEN Salazar V van MEX Calderón 2de ronde groep 5: 1ste W van URS Stankovich W van FRA Magnan W van GBR Breckin W van RAU El-Husseini W van MEX Calderón 3de ronde: W van GBR Breckin: 2-0 4de ronde: V van FRA Noël: 0-2 herkansingen: W van FRG Wellmann: 2-1 herkansingen 2: V van HUN Kamuti: 0-2 |
| Zbigniew Skrudlik                                                                       | floret (m)      | DNS       | niet gestart |
| Witold Woyda                                                                            | floret (m)      | 9e        | 1ste ronde groep 3: 1ste W van URS Sveshnikov W van CAN Wiedel W van RAU Soheim W van URU Varela W van PUR Pérez 2de ronde groep 3: 3de V van ITA Granieri V van FRA Noël W van JPN Mano W van BEL Constandt W van CUB Ruiz 3de ronde: W van JPN Mano: 2-0 4de ronde: V van FRA Revenu: 1-2 herkansingen: W van FRG Gerresheim: 2-1 herkansingen 2: W van ITA Pinelli: 2-0 herkansingen 3: V van ROU Drîmbă: 0-2                                                                                      |
| Zbigniew Skrudlik Witold Woyda Egon Franke Adam Lisewski Ryszard Parulski               | floret team (m) | Brons     | 1ste ronde groep 4: 1ste W van Hongarije: 9-4 W van Argentinië: 11-5 W van Venezuela: 10-6 2de ronde: vrij kwartfinale: W van Bondsrepubliek Duitsland: 9-4 halve finale: V van Frankrijk: 7-9 bronzen finale: W van Roemenië: 9-3 |
| Zygmunt Kawecki                                                                         | sabel (m)       | DNS       | niet gestart |
| Józef Nowara                                                                            | sabel (m)       | 6e        | 1ste ronde groep 3: 4de V van FRA Arabo V van HUN Pézsa V van FRG Wischeidt W van CAN Andru W van AHO Boutmy W van ARG Frecia 2de ronde groep 4: 4de V van HUN Bakonyi V van URS Mavlikhanov W van USA Morales W van GBR Leckie V van FRG Köstner 3de ronde: W van FRA Arabo: 2-0 4de ronde: V van ITA Rigoli: 0-2 herkansingen: W van FRA Arabo: 2-1 herkansingen 2: W van URS Mavlikhanov: 2-1 finale: 6de V van POL Pawłowski V van URS Rakita V van HUN Pézsa V van URS Nazlymov V van ITA Rigoli |
| Emil Ochyra                                                                             | sabel (m)       | 15e       | 1ste ronde groep 6: 2de W van HUN Bakonyi W van BEL Brasseur W van CUB Ortiz W van IRL Bouchier-Hayes V van ITA Rigoli 2de ronde groep 2: 5de V van HUN Pézsa V van URS Rakita V van FRA Parent W van ITA Rigoli W van MEX Calderón |
| Jerzy Pawłowski                                                                         | sabel (m)       | Goud      | 1ste ronde groep 1: 1ste W van USA Morales W van FRG Köstner W van FRA Panizza W van CUB Delgado W van IRL O'Brien 2de ronde groep 1: 1ste W van HUN Kovács W van FRA Panizza W van USA Orban W van GBR Craig V van ITA Calarese 3de ronde: W van HUN Kovács: 2-0 4de ronde: W van URS Mavlikhanov: 2-1 finale: 1ste W van POL Nowara W van URS Rakita V van HUN Pézsa W van URS Nazlymov W van ITA Rigoli 1-2de plek barrage: W van URS Rakita: 5-4                                                  |
| Franciszek Sobczak                                                                      | sabel (m)       | DNS       | niet gestart |
| Jerzy Pawłowski Józef Nowara Franciszek Sobczak Zygmunt Kawecki Emil Ochyra             | sabel team (m)  | 5e        | 1ste ronde groep 4: 2de V van Frankrijk: 7-9 W van Cuba: 13-3 kwartfinale: V van Frankrijk: 2-9 5-8ste plek: W van Groot-Brittannië: 9-2 5-6de plek: W van Verenigde Staten: 9-5 |
|                                                                                         |                 |           | |
| Halina Balon                                                                            | floret (v)      | 36e       | 1ste ronde groep 6: 6de V van HUN Rejtő-Ujlaky V van ITA Masciotta V van CUB Rodríguez W van FRA Gapais W van CAN Chatel V van USA Smith |
| Elżbieta Cymerman                                                                       | floret (v)      | 25e       | 1ste ronde groep 1: 5de V van URS Zabelina V van ITA Colombetti-Peroncini V van CUB Tack-Fang W van USA Romary W van GBR Bain |
| Wanda Fukała                                                                            | floret (v)      | DNS       | niet gestart |
| Elżbieta Pawlas                                                                         | floret (v)      | DNS       | niet gestart |
| Kamilla Składanowska                                                                    | floret (v)      | 26e       | 1ste ronde groep 2: 5de V van ITA Ragno V van HUN Dömölky-Sákovics V van GBR Wardell-Yerburgh W van FRA Depetris W van AHO Witteveen |
| Zbigniew Skrudlik Witold Woyda Egon Franke Adam Lisewski Ryszard Parulski               | floret team (v) | 7e        | 1ste ronde groep 3: 3de V van Roemenië: 6-10 V van Sovjet-Unie: 4-12 |

### Schietsport
| Olympiër            | Onderdeel                    | Resultaat | Prestatie                         |
| ------------------- | ---------------------------- | --------- | --------------------------------- |
| Ryszard Fandier     | 50m geweer 3 houdingen       | 25e       | 1139 punten: (391-390-358)        |
| Jerzy Nowicki       | 50m geweer 3 houdingen       | 24e       | 1140 punten: (391-389-360)        |
| Jerzy Nowicki       | 50m geweer 3 houdingen       | 21e       | 593 punten: (97-100-99-100-98-99) |
| Eulalia Rolińska    | 50m geweer 3 houdingen       | 22e       | 593 punten: (99-99-99-99-98-99)   |
| Ryszard Fandier     | 300m vrij geweer 3 houdingen | 15e       | 1127 punten: (389-381-357)        |
| Eugeniusz Pędzisz   | 300m vrij geweer 3 houdingen | 20e       | 1117 punten: (385-376-356)        |
| Paweł Małek         | 50m pistool                  | 5e        | 556 punten: (90-92-91-94-95-94)   |
| Eugeniusz Pędzisz   | 50m pistool                  | 28e       | 544 punten: (89-91-92-87-92-93)   |
| Wacław Hamerliński  | 25m snelvuurpistool          | 16e       | 585 punten: (292-293)             |
| Józef Zapędzki      | 25m snelvuurpistool          | Goud      | 593 punten: (298-295) (OR)        |
| Włodzimierz Danek   | skeet                        | 23e       | 189 punten                        |
| Wiesław Gawlikowski | skeet                        | 24e       | 188 punten                        |
| Adam Smelczyński    | trap                         | 6e        | 195 punten                        |

### Schoonspringen
| Olympiër              | Onderdeel     | Resultaat | Prestatie                                                      |
| --------------------- | ------------- | --------- | -------------------------------------------------------------- |
| Jerzy Kowalewski      | 3m plank (m)  | 21e       | voorronde: 21ste met 79,97 punten                              |
| Jakub Puchow          | 3m plank (m)  | 15e       | voorronde: 15de met 88,65 punten                               |
| Jerzy Kowalewski      | 10m toren (m) | 22e       | voorronde: 22ste met 85,08 punten                              |
| Włodzimierz Mejsak    | 10m toren (m) | 13e       | voorronde: 13de met 89,41 punten                               |
| Jakub Puchow          | 10m toren (m) | 21e       | voorronde: 21ste met 85,14 punten                              |
|                       |               |           |                                                                |
| Bogusława Pietkiewicz | 3m plank (v)  | 20e       | voorronde: 20ste met 76,45 punten                              |
| Elżbieta Wierniuk     | 3m plank (v)  | 11e       | voorronde: 9de met 87,62 punten finale: 11de met 122,42 punten |
| Bogusława Pietkiewicz | 10m toren (v) | 5e        | voorronde: 4de met 49,53 punten finale: 5de met 95,09 punten   |
| Elżbieta Wierniuk     | 10m toren (v) | 15e       | voorronde: 15de met 47,26 punten                               |

### Turnen
| Olympiër                                                                                         | Onderdeel                | Resultaat | Prestatie                                                       |
| ------------------------------------------------------------------------------------------------ | ------------------------ | --------- | --------------------------------------------------------------- |
| Andrzej Gonera                                                                                   | brug (m)                 | 45e       | kwalificatie: 45ste met 18,55 punten                            |
| Jerzy Kruża                                                                                      | brug (m)                 | 69e       | kwalificatie: 69ste met 18,10 punten                            |
| Mikołaj Kubica                                                                                   | brug (m)                 | 15e       | kwalificatie: 15de met 19,05 punten                             |
| Sylwester Kubica                                                                                 | brug (m)                 | 35e       | kwalificatie: 35ste met 18,70 punten                            |
| Wilhelm Kubica                                                                                   | brug (m)                 | 9e        | kwalificatie: 9de met 19,15 punten                              |
| Aleksander Rokosa                                                                                | brug (m)                 | 55e       | kwalificatie: 55ste met 18,40 punten                            |
| Andrzej Gonera                                                                                   | paard voltige (m)        | 42e       | kwalificatie: 42ste met 17,95 punten                            |
| Jerzy Kruża                                                                                      | paard voltige (m)        | 39e       | kwalificatie: 69ste met 18,10 punten                            |
| Mikołaj Kubica                                                                                   | paard voltige (m)        | 8e        | kwalificatie: 8ste met 19,00 punten                             |
| Sylwester Kubica                                                                                 | paard voltige (m)        | 26e       | kwalificatie: 26ste met 18,40 punten                            |
| Wilhelm Kubica                                                                                   | paard voltige (m)        | 4e        | kwalificatie: 4de met 19,10 punten finale: 4de met 19,15 punten |
| Aleksander Rokosa                                                                                | paard voltige (m)        | 58e       | kwalificatie: 58ste met 17,55 punten                            |
| Andrzej Gonera                                                                                   | rekstok (m)              | 51e       | kwalificatie: 51ste met 18,40 punten                            |
| Jerzy Kruża                                                                                      | rekstok (m)              | 58e       | kwalificatie: 58ste met 18,25 punten                            |
| Mikołaj Kubica                                                                                   | rekstok (m)              | 25e       | kwalificatie: 25ste met 18,80 punten                            |
| Sylwester Kubica                                                                                 | rekstok (m)              | 51e       | kwalificatie: 51ste met 18,40 punten                            |
| Wilhelm Kubica                                                                                   | rekstok (m)              | 8e        | kwalificatie: 8ste met 19,20 punten                             |
| Aleksander Rokosa                                                                                | rekstok (m)              | 58e       | kwalificatie: 58ste met 18,25 punten                            |
| Andrzej Gonera                                                                                   | ringen (m)               | 28e       | kwalificatie: 38ste met 18,30 punten                            |
| Jerzy Kruża                                                                                      | ringen (m)               | 61e       | kwalificatie: 61ste met 17,70 punten                            |
| Mikołaj Kubica                                                                                   | ringen (m)               | 13e       | kwalificatie: 13de met 18,75 punten                             |
| Sylwester Kubica                                                                                 | ringen (m)               | 58e       | kwalificatie: 58ste met 17,80 punten                            |
| Wilhelm Kubica                                                                                   | ringen (m)               | 17e       | kwalificatie: 17de met 18,60 punten                             |
| Aleksander Rokosa                                                                                | ringen (m)               | 32e       | kwalificatie: 32ste met 18,25 punten                            |
| Andrzej Gonera                                                                                   | sprong (m)               | 43e       | kwalificatie: 43ste met 18,25 punten                            |
| Jerzy Kruża                                                                                      | sprong (m)               | 54e       | kwalificatie: 54ste met 18,15 punten                            |
| Mikołaj Kubica                                                                                   | sprong (m)               | 13e       | kwalificatie: 13de met 18,70 punten                             |
| Sylwester Kubica                                                                                 | sprong (m)               | 63e       | kwalificatie: 63ste met 18,05 punten                            |
| Wilhelm Kubica                                                                                   | sprong (m)               | 18e       | kwalificatie: 18de met 18,55 punten                             |
| Aleksander Rokosa                                                                                | sprong (m)               | 30e       | kwalificatie: 30ste met 18,40 punten                            |
| Andrzej Gonera                                                                                   | vloer (m)                | 60e       | kwalificatie: 60ste met 17,85 punten                            |
| Jerzy Kruża                                                                                      | vloer (m)                | 61e       | kwalificatie: 61ste met 17,80 punten                            |
| Mikołaj Kubica                                                                                   | vloer (m)                | 24e       | kwalificatie: 24ste met 18,50 punten                            |
| Sylwester Kubica                                                                                 | vloer (m)                | 26e       | kwalificatie: 26ste met 18,45 punten                            |
| Wilhelm Kubica                                                                                   | vloer (m)                | 21e       | kwalificatie: 21ste met 18,55 punten                            |
| Aleksander Rokosa                                                                                | vloer (m)                | 51e       | kwalificatie: 51ste met 18,00 punten                            |
| Andrzej Gonera                                                                                   | individuele meerkamp (m) | 38e       | 109,25 punten                                                   |
| Jerzy Kruża                                                                                      | individuele meerkamp (m) | 53e       | 108,15 punten                                                   |
| Mikołaj Kubica                                                                                   | individuele meerkamp (m) | 13e       | 112,80 punten                                                   |
| Sylwester Kubica                                                                                 | individuele meerkamp (m) | 31e       | 109,80 punten                                                   |
| Wilhelm Kubica                                                                                   | individuele meerkamp (m) | 11e       | 113,15 punten                                                   |
| Aleksander Rokosa                                                                                | individuele meerkamp (m) | 44e       | 108,85 punten                                                   |
| Wilhelm Kubica Mikołaj Kubica Sylwester Kubica Andrzej Gonera Aleksander Rokosa Jerzy Kruża      | meerkamp team (m)        | 5e        | 555,40 punten                                                   |
|                                                                                                  |                          |           |                                                                 |
| Małgorzata Chojnacka                                                                             | balk (v)                 | 88e       | kwalificatie: 88ste met 15,65 punten                            |
| Halina Daniec                                                                                    | balk (v)                 | 85e       | kwalificatie: 85ste met 15,95 punten                            |
| Wiesława Lech                                                                                    | balk (v)                 | 38e       | kwalificatie: 38ste met 18,00 punten                            |
| Łucja Ochmańska                                                                                  | balk (v)                 | 41e       | kwalificatie: 41ste met 17,80 punten                            |
| Grażyna Witkowska                                                                                | balk (v)                 | 70e       | kwalificatie: 70ste met 16,80 punten                            |
| Barbara Zięba                                                                                    | balk (v)                 | 49e       | kwalificatie: 49ste met 17,55 punten                            |
| Małgorzata Chojnacka                                                                             | brug (v)                 | 61e       | kwalificatie: 61ste met 17,35 punten                            |
| Halina Daniec                                                                                    | brug (v)                 | 45e       | kwalificatie: 45ste met 17,80 punten                            |
| Wiesława Lech                                                                                    | brug (v)                 | 39e       | kwalificatie: 39ste met 18,05 punten                            |
| Łucja Ochmańska                                                                                  | brug (v)                 | 44e       | kwalificatie: 44ste met 17,90 punten                            |
| Grażyna Witkowska                                                                                | brug (v)                 | 37e       | kwalificatie: 37ste met 18,10 punten                            |
| Barbara Zięba                                                                                    | brug (v)                 | 50e       | kwalificatie: 50ste met 17,65 punten                            |
| Małgorzata Chojnacka                                                                             | sprong (v)               | 84e       | kwalificatie: 84ste met 16,75 punten                            |
| Halina Daniec                                                                                    | sprong (v)               | 63e       | kwalificatie: 63ste met 17,70 punten                            |
| Wiesława Lech                                                                                    | sprong (v)               | 65e       | kwalificatie: 65ste met 17,55 punten                            |
| Łucja Ochmańska                                                                                  | sprong (v)               | 44e       | kwalificatie: 44ste met 18,05 punten                            |
| Grażyna Witkowska                                                                                | sprong (v)               | 68e       | kwalificatie: 68ste met 17,40 punten                            |
| Barbara Zięba                                                                                    | sprong (v)               | 51e       | kwalificatie: 51ste met 17,90 punten                            |
| Małgorzata Chojnacka                                                                             | vloer (v)                | 66e       | kwalificatie: 66ste met 17,60 punten                            |
| Halina Daniec                                                                                    | vloer (v)                | 56e       | kwalificatie: 56ste met 17,75 punten                            |
| Wiesława Lech                                                                                    | vloer (v)                | 47e       | kwalificatie: 47ste met 17,95 punten                            |
| Łucja Ochmańska                                                                                  | vloer (v)                | 43e       | kwalificatie: 43ste met 18,00 punten                            |
| Grażyna Witkowska                                                                                | vloer (v)                | 43e       | kwalificatie: 43ste met 18,00 punten                            |
| Barbara Zięba                                                                                    | vloer (v)                | 64e       | kwalificatie: 64ste met 17,65 punten                            |
| Małgorzata Chojnacka                                                                             | individuele meerkamp (v) | 82e       | 67,35 punten                                                    |
| Halina Daniec                                                                                    | individuele meerkamp (v) | 67e       | 69,20 punten                                                    |
| Wiesława Lech                                                                                    | individuele meerkamp (v) | 42e       | 71,55 punten                                                    |
| Łucja Ochmańska                                                                                  | individuele meerkamp (v) | 40e       | 71,75 punten                                                    |
| Grażyna Witkowska                                                                                | individuele meerkamp (v) | 55e       | 70,30 punten                                                    |
| Barbara Zięba                                                                                    | individuele meerkamp (v) | 46e       | 70,75 punten                                                    |
| Łucja Ochmańska Wiesława Lech Barbara Zięba Grażyna Witkowska Halina Daniec Małgorzata Chojnacka | meerkamp team (m)        | 10e       | 353,85 punten                                                   |

### Volleybal
| Olympiër | Onderdeel | Resultaat | Prestatie |
| --- | --------- | --------- | --- |
| Elżbieta Porzec Zoria Szczęśniewska Wanda Wiecha Barbara Hermela-Niemczyk Krystyna Ostromęcka Krystyna Krupa Jadwiga Książęk Józefa Ledwig Krystyna Jakubowska Lidia Chmielnicka Krystyna Czajkowska Halina Aszkiełowicz | zaal (v)  | Brons     | groepsfase: 3de W van Zuid-Korea: 3-2 (10-15, 12-15, 15-10, 15-12, 17-15) V van Sovjet-Unie: 0-3 (5-15, 11-15, 4-15) W van Verenigde Staten: 3-0 (15-3, 15-1, 16-14) W van Mexico: 3-2 (15-9, 12-15, 15-11, 11-15, 15-4) V van Japan: 0-3 (5-15, 6-15, 6-15) W van Tsjecho-Slowakije: 3-0 (15-13, 15-7, 15-12) W van Peru: 3-1 (15-10, 14-16, 15-9, 15-8) |

| Groepsfase |                   |             |             |             |      |      |       |           |           |           |        |
| #          | Land              | Wedstrijden | Wedstrijden | Wedstrijden | Sets | Sets | Sets  | Setpunten | Setpunten | Setpunten | Punten |
| #          | Land              | G           | W           | V           | V    | T    | Saldo | V         | T         | Saldo     | Punten |
| 1          | Sovjet-Unie       | 7           | 7           | 0           | 21   | 3    | +18   | 333       | 194       | +139      | 14     |
| 2          | Japan             | 7           | 6           | 1           | 19   | 3    | +16   | 318       | 147       | +171      | 13     |
| 3          | Polen             | 7           | 5           | 2           | 15   | 11   | +4    | 324       | 304       | +20       | 12     |
| 4          | Peru              | 7           | 3           | 4           | 12   | 15   | -3    | 306       | 327       | -21       | 10     |
| 5          | Zuid-Korea        | 7           | 3           | 4           | 11   | 14   | -3    | 276       | 305       | -29       | 10     |
| 6          | Tsjecho-Slowakije | 7           | 3           | 4           | 11   | 15   | -4    | 307       | 307       | 0         | 10     |
| 7          | Mexico            | 7           | 1           | 6           | 7    | 18   | -11   | 215       | 338       | -123      | 8      |
| 8          | Verenigde Staten  | 7           | 0           | 7           | 4    | 21   | -17   | 196       | 353       | -157      | 7      |

| Ronde      | Datum       | Plaats      | Land | Score             | Land |
| ---------- | ----------- | ----------- | ---- | ----------------- | ---- |
| Groepsfase |             |             |      |                   |      |
| 13 oktober | Mexico-Stad | Polen       | 3-2  | Zuid-Korea        |      |
| 14 oktober | Mexico-Stad | Sovjet-Unie | 3-0  | Polen             |      |
| 16 oktober | Mexico-Stad | Polen       | 3-0  | Verenigde Staten  |      |
| 19 oktober | Mexico-Stad | Polen       | 3-2  | Mexico            |      |
| 20 oktober | Mexico-Stad | Japan       | 3-0  | Polen             |      |
| 24 oktober | Mexico-Stad | Polen       | 3-0  | Tsjecho-Slowakije |      |
| 25 oktober | Mexico-Stad | Polen       | 3-1  | Peru              |      |

### Wielersport
| Olympiër                                                              | Onderdeel                     | Resultaat | Prestatie                                                                         |
| Baan                                                                  | Baan                          | Baan      | Baan                                                                              |
| --------------------------------------------------------------------- | ----------------------------- | --------- | --------------------------------------------------------------------------------- |
| Janusz Kierzkowski                                                    | tijdrit (m)                   | Brons     | 1.04,63                                                                           |
| Rajmund Zieliński                                                     | individuele achtervolging (m) | 10e       | kwalificatie: 10de in 4.46,03                                                     |
| Wojciech Matusiak Janusz Kierzkowski Wacław Latocha Rajmund Zieliński | ploegenachtervolging (m)      | 8e        | kwalificatie: 6de in 4.23,77 kwartfinale: V van Bondsrepubliek Duitsland: 4.38,91 |
| Weg                                                                   |                               |           |                                                                                   |
| Zenon Czechowski                                                      | wegwedstrijd (m)              | DNF       | niet gefinisht                                                                    |
| Zygmunt Hanusik                                                       | wegwedstrijd (m)              | 62e       | 5:20.59                                                                           |
| Kazimierz Jasiński                                                    | wegwedstrijd (m)              | 59e       | 5:08.25                                                                           |
| Marian Kegel                                                          | wegwedstrijd (m)              | 10e       | 4:44.00                                                                           |
| Jan Magiera Zenon Czechowski Marian Kegel Andrzej Bławdzin            | ploegentijdrit (m)            | 6e        | 2:14.40,98                                                                        |

### Worstelen
| Olympiër           | Onderdeel   | Resultaat   | Prestatie |
| Vrije stijl        | Vrije stijl | Vrije stijl | Vrije stijl |
| ------------------ | ----------- | ----------- | --- |
| Zbigniew Żedzicki  | -57kg (m)   | 6e          | 1ste ronde: W van GDR Mayer: beslissing 2de ronde: W van ECU Terán: val 3de ronde: V van JPN Uetake: beslissing 4de ronde: W van MGL Sükhbaatar: beslissing 5de ronde: V van BUL Shavov: beslissing |
| Tadeusz Godyń      | -63kg (m)   | 17e         | 1ste ronde: V van MGL Natsagdorj: beslissing 2de ronde: V van URS Tedeyev: val |
| Janusz Pająk       | -70kg (m)   | 9e          | 1ste ronde: W van AFG Dastagir: beslissing 2de ronde: W van PAN Aguilar: val 3de ronde: V van JPN Horiuchi: beslissing 4de ronde: V van USA Wells: beslissing                                       |
| Jan Wypiorczyk     | -87kg (m)   | 16e         | 1ste ronde: G van JPN Endo 2de ronde: V van URS Gurevich: val |
| Ryszard Długosz    | -97kg (m)   | 7e          | 1ste ronde: W van BAH Nihon: val 2de ronde: V van CAN Millard: beslissing 3de ronde: W van ROU Negut: beslissing 4de ronde: V van TUR Ayık: beslissing                                              |
| Wiesław Bocheński  | +97kg (m)   | 10e         | 1ste ronde: V van MGL Erdene-Ochir 2de ronde: V van FRG Dietrich: gediskwalificeerd |
| Grieks-Romeins     |             |             | |
| Jan Michalik       | -52kg (m)   | 19e         | 1ste ronde: V van ROU Stoiciu: beslissing 2de ronde: V van FIN Vesterinen: beslissing |
| Józef Lipień       | -57kg (m)   | 16e         | 1ste ronde: V van TUR Öczan: beslissing 2de ronde: G van KOR An 3de ronde: V van FIN Björlin: val                                                                                                   |
| Tadeusz Godyń      | -63kg (m)   | 16e         | 1ste ronde: V van GRE Lazarou: beslissing 2de ronde: G van POR Morais: gediskwalificeerd |
| Adam Ostrowski     | -78kg (m)   | 11e         | 1ste ronde: G van GRE Savvas 2de ronde: W van YUG Nenadić: beslissing 3de ronde: V van SWE Kårström: beslissing                                                                                     |
| Czesław Kwieciński | -87kg (m)   | 7e          | 1ste ronde: W van HUN Sillai: beslissing 2de ronde: W van ARG Graffigna: val 3de ronde: V van URS Olenik: beslissing 4de ronde: V van USA Baughman: beslissing                                      |
| Wacław Orłowski    | -97kg (m)   | 6e          | 1ste ronde: V van URS Yakovenko: beslissing 2de ronde: W van JPN Nagao: val 3de ronde: V van NOR Hemk: beslissing                                                                                   |
| Edward Wojda       | +97kg (m)   | 8e          | 1ste ronde: W van FIN Nadbornik: val 2de ronde: G van TUR Aksu 3de ronde: V van SWE Svensson: beslissing 4de ronde: V van URS Roshchin: val                                                         |

### Zeilen
| Olympiër                         | Onderdeel       | Resultaat | Prestatie                           |
| -------------------------------- | --------------- | --------- | ----------------------------------- |
| Andrzej Zawieja                  | finn            | 12e       | 115,7 punten: (6-17-19-10-25-11-17) |
| Andrzej Iwiński Ludwik Raczyński | flying dutchman | 24e       | 165 punten: (20-18-24-25-25-17-26)  |

### Zwemmen
| Olympiër              | Onderdeel            | Resultaat | Prestatie                                            |
| --------------------- | -------------------- | --------- | ---------------------------------------------------- |
| Zbigniew Pacelt       | 200m vrije slag (m)  | 33e       | serie 7: 3de in 2.06,3                               |
| Władysław Wojtakajtis | 200m vrije slag (m)  | 31e       | serie 2: 3de in 2.06,0                               |
| Władysław Wojtakajtis | 400m vrije slag (m)  | 19e       | serie 1: 3de in 4.31,1                               |
| Władysław Wojtakajtis | 1500m vrije slag (m) | 18e       | serie 3: 5de in 18.32,4                              |
| Józef Klukowski       | 100m schoolslag (m)  | 12e       | serie 3: 3de in 1.11,0 halve finale 2: 7de in 1.10,9 |
| Józef Klukowski       | 200m schoolslag (m)  | 24e       | serie 3: 6de in 2.41,6                               |
| Józef Klukowski       | 200m vlinderslag (m) | 24e       | serie 3: 5de in 2.22,1                               |
| Jacek Krawczyk        | 200m wisselslag (m)  | 25e       | serie 7: 3de in 2.23,8                               |
| Zbigniew Pacelt       | 200m wisselslag (m)  | 23e       | serie 1: 4de in 2.23,3                               |
| Jacek Krawczyk        | 400m wisselslag (m)  | 22e       | serie 1: 4de in 5.15,1                               |
| Zbigniew Pacelt       | 400m wisselslag (m)  | 25e       | serie 4: 5de in 5.18,6                               |

Afghanistan · Algerije · Amerikaanse Maagdeneilanden · Argentinië · Australië · Bahama's · Barbados · België · Bermuda · Birma · Bolivia · Bondsrepubliek Duitsland · Brazilië · Brits-Honduras · Bulgarije · Canada · Centraal-Afrikaanse Republiek · Ceylon · Chili · Colombia · Congo-Kinshasa · Costa Rica · Cuba · Denemarken · Dominicaanse Republiek · Duitse Democratische Republiek · Ecuador · El Salvador · Ethiopië · Fiji · Filipijnen · Finland · Frankrijk · Ghana · Griekenland · Groot-Brittannië · Guatemala · Guinee · Guyana · Honduras · Hongarije · Hongkong · Ierland · IJsland · India · Indonesië · Irak · Iran · Israël · Italië · Ivoorkust · Jamaica · Japan · Joegoslavië · Kameroen · Kenia · Koeweit · Libanon · Libië · Liechtenstein · Luxemburg · Madagaskar · Maleisië · Mali · Malta · Marokko · Mexico · Monaco · Mongolië · Nederland · Nederlandse Antillen · Nicaragua · Nieuw-Zeeland · Niger · Nigeria · Noorwegen · Oeganda · Oostenrijk · Pakistan · Panama · Paraguay · Peru · Polen · Portugal · Puerto Rico · Roemenië · San Marino · Senegal · Sierra Leone · Singapore · Soedan · Sovjet-Unie · Spanje · Suriname · Syrië · Taiwan · Tanzania · Thailand · Trinidad en Tobago · Tunesië · Turkije · Tsjaad · Tsjecho-Slowakije · Uruguay · Venezuela · Verenigde Arabische Republiek · Verenigde Staten · Vietnam · Zambia · Zuid-Korea · Zweden · Zwitserland